# Симеон Станкович
Симеон Станкович е български национален състезател по борба. Състезава се още в немската Борческа Бундеслига. Национален състезател и титуляр в категория до 115кг. както и вице европейски шампион-2024г.

## Биография
Симеон Станкович е от София, но прекарва детството си в радомирското село Кондофрей. Майка му е българка, а баща му е сърбин.
Завършва 57 спортно СУ „Св. Наум Охридски“ – София и следва в Тракийски университет специалност „Зооинженерство“. Симеон говори и пише свободно на български, английски, руски, немски и сръбски.
Симеон е национален състезател по борба класически стил. Заминава за Германия на 16-годишна възраст и е печелил редица международни състезания в спорта.

## Състезателна кариера
Симеон е национален състезател по борба в категория до 97 кг и е носител на множество медали от национални и международни турнири, участник на Световно първенство по борба. Участва и в подготовката на борци от националния отбор борба класически стил. Завършва пети на Европейското първенство по сумо през 2018 г.
Станкович завършва школата „Васил и Георги Илиеви“ – Кюстендил. Започва да тренира борба на 6-годишна възраст, а на 16 заминава в Германия, където се състезава в KSV Witten, Първа бундеслига.

## Телевизионни участия
През 2021 г. Симеон Станкович е участник в третия сезон на „Игри на волята“, където завършва на второ място.